# Ácido volátil
En química, los términos ácido volátil (o ácido graso volátil (AGV)) y acidez volátil (AV) se utilizan de forma ligeramente diferente en diversas áreas de aplicación.

## Vino
En la química del vino, los ácidos volátiles son aquellos que pueden separarse del vino mediante destilación al vapor. Muchos factores influyen en el nivel de VA, pero el crecimiento de bacterias y levaduras causantes de deterioro es la fuente principal y, en consecuencia, el VA se utiliza a menudo para cuantificar el grado de oxidación y deterioro del vino.
El ácido acético es el principal ácido volátil del vino, pero pueden estar presentes cantidades más pequeñas de ácido láctico, fórmico, butírico, propiónico, ácido carbónico (del dióxido de carbono) y ácido sulfuroso (del dióxido de azufre) que contribuyen al AV; En el análisis, se pueden tomar medidas para excluir o corregir el AV debido a los ácidos carbónico, sulfúrico y sórbico. Otros ácidos presentes en el vino, incluidos el ácido málico y el tartárico, se consideran ácidos no volátiles o fijos. En conjunto, la acidez volátil y no volátil comprometen la acidez total.
El análisis clásico para VA implica la destilación en un alambique Cash o Markham, seguida de una titulación con hidróxido de sodio estandarizado y la presentación de los resultados como ácido acético. Se han desarrollado varias alternativas al análisis clásico.
Si bien el VA suele considerarse un defecto o falla del vino, los enólogos pueden permitir intencionalmente una pequeña cantidad de VA en su producto por su contribución a la complejidad sensorial del vino. El exceso de VA es difícil de corregir para los enólogos. En algunos países, incluidos Estados Unidos, la Unión Europea y Australia, la ley establece un límite al nivel de VA permitido.

## Aguas residuales
En el tratamiento de aguas residuales, los ácidos volátiles son los ácidos grasos de cadena corta (1-6 átomos de carbono) que son solubles en agua y pueden destilarse al vapor a presión atmosférica: principalmente ácido acético, propiónico y butírico. Estos ácidos se producen durante la digestión anaeróbica. En un digestor que funcione bien, los ácidos volátiles serán consumidos por las bacterias formadoras de metano. La relación ácido volátil/alcalinidad se mide a menudo como un indicador del estado de un digestor. El nivel aceptable de ácidos grasos volátiles en aguas ambientales es de hasta 50.000 ppm.
Los ácidos grasos volátiles se pueden analizar mediante titulación, destilación, destilación al vapor o cromatografía.  La titulación proporciona resultados aproximados pero relativamente rápidos; es ampliamente utilizada en plantas de tratamiento de aguas residuales para rastrear el estado de un digestor. La destilación también se utiliza en plantas de tratamiento de aguas residuales y produce resultados aproximados; entre el 15 y el 32 % de los AGV se pierden durante la destilación. La destilación al vapor puede recuperar entre el 92 y el 98 % de los VFA de una muestra. Este método es más preciso que los dos métodos anteriores, pero requiere aproximadamente 4 horas para completarlo. La cromatografía proporciona los resultados más precisos y exactos. Es capaz de analizar cualitativa y cuantitativamente cada VFA individual.

## Fisiología
En fisiología, el ácido volátil (o ácido respiratorio ) se refiere al ácido carbónico, un producto del dióxido de carbono disuelto. En este contexto, volátil indica que puede ser expulsado como gas a través de los pulmones. El ácido carbónico es el único ácido fisiológicamente volátil; todos los demás ácidos son ácidos fisiológicamente no volátiles (también conocidos como ácidos fijos o metabólicos ). El ácido volátil resulta de la oxidación aeróbica de sustancias como los carbohidratos y los ácidos grasos.

## Mantequilla
La concentración de ácido volátil se puede utilizar para detectar la adulteración de la mantequilla con grasas menos costosas. La grasa de la mantequilla tiene niveles inusualmente altos de ácidos butírico y caproico volátiles, y al mezclarla con grasas de otras fuentes se diluyen los ácidos volátiles. Una medida de los ácidos volátiles se conoce como valor de Reichert Meissel.

## Nutrición y digestión
En la digestión, los ácidos volátiles o ácidos grasos volátiles son ácidos grasos de cadena corta. Son especialmente importantes en la digestión de los animales rumiantes, donde resultan de la acción de la flora ruminal, y son absorbidos como fuente de energía por el animal.

## Higiene industrial
En muestras de aire del lugar de trabajo, se pueden monitorear las concentraciones de ácido clorhídrico, bromhídrico y nítrico como ácidos volátiles peligrosos.